# Awhiowhio unda
Awhiowhio unda is een sponssoort in de taxonomische indeling van de gewone sponzen (Demospongiae). Het lichaam van de spons bestaat uit kiezelnaalden en sponginevezels, en is in staat om veel water op te nemen. 
De spons behoort tot het geslacht Awhiowhio en behoort tot de familie Corallistidae. De wetenschappelijke naam van de soort werd voor het eerst geldig gepubliceerd in 2007 door Kelly.